# Monte Magazine
Monte Magazine (in inglese: Mount Magazine) è la montagna che raggiunge la massima altitudine dello stato americano dell'Arkansas.

## Descrizione

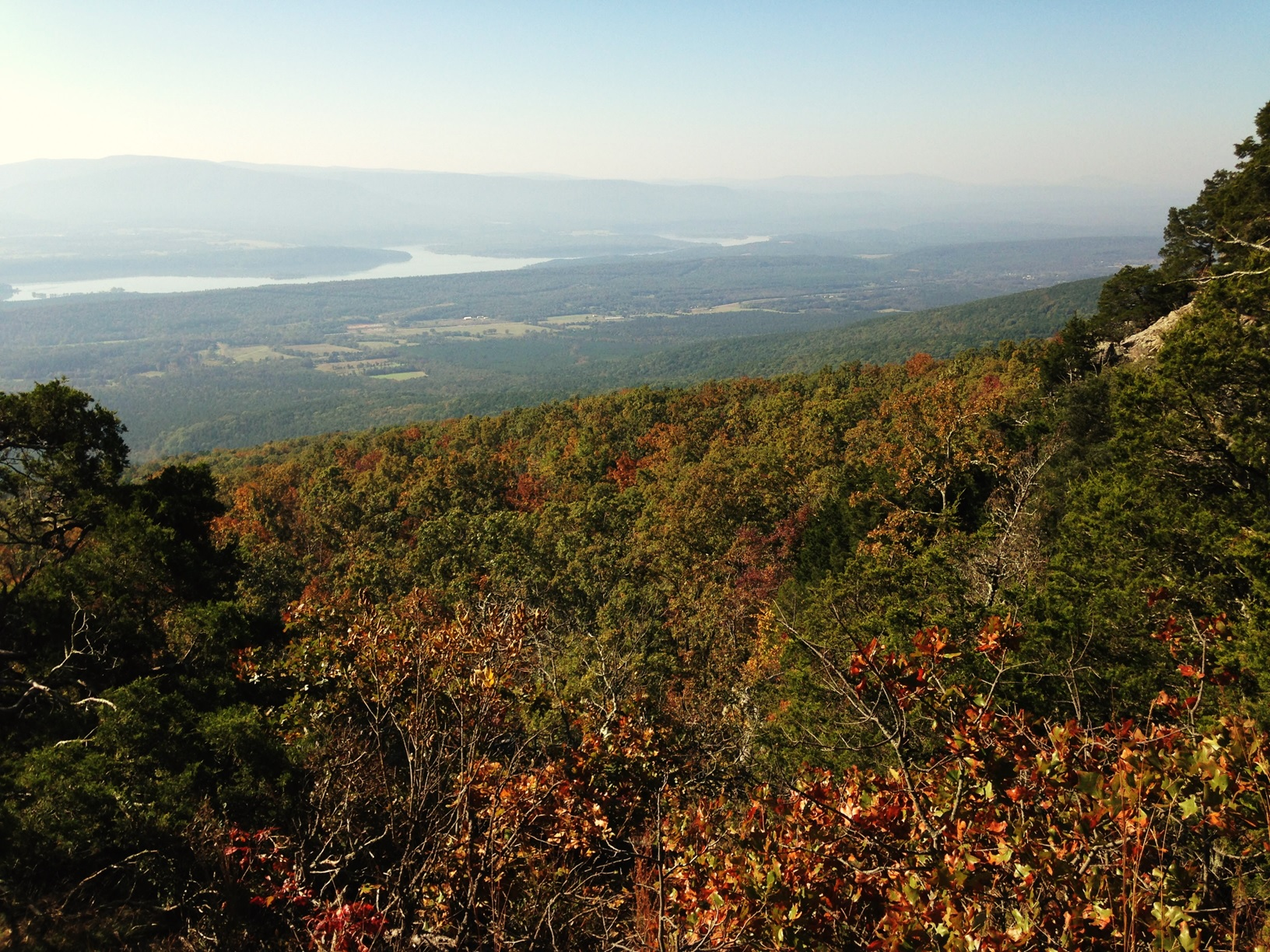
Vista sul lago Blue Mountain da Monte Magazine

Monte Magazine si trova nella valle del fiume Arkansas, il punto più alto dello stato con un'altezza di circa 2.753 piedi (839 metri). Nel suo territorio si trova il Mount Magazine State Park, compreso nella foresta nazionale di Ozark.

## Attività
Gli escursionisti possono praticare diverse attività legate all'ambiente montano come il campeggio, l'equitazione e l'osservazione della ricca flora e fauna selvatica.

## Ambiente e protezione ambientale

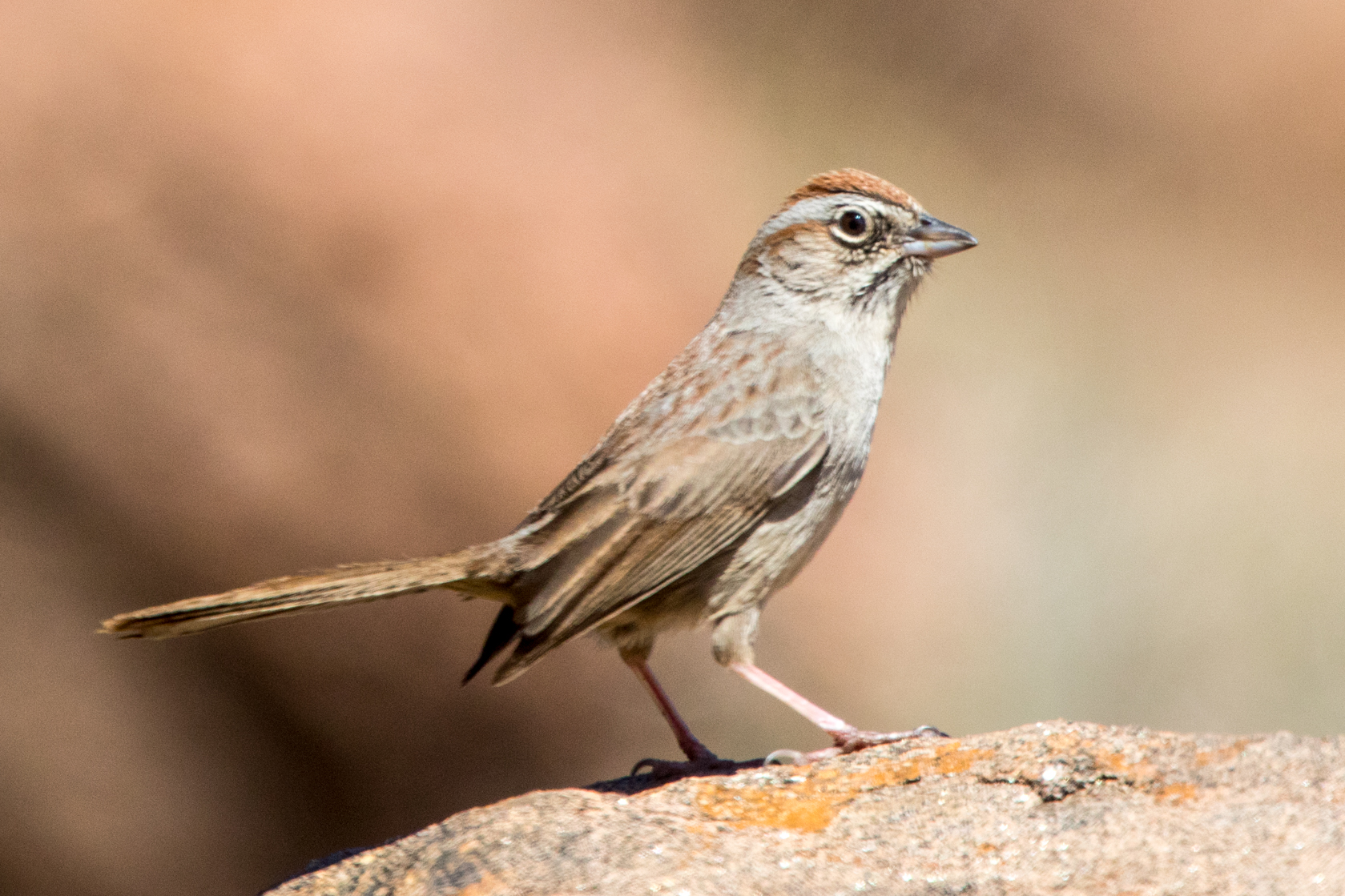
Esemplare di passero dalla corona rossa dell'Arkansas

Sono presenti in grande numero esemplari di quercia e noce americano oltre a corniolo, papaia, e sassofrasso e una grande varietà di specie floreali.
Mount Magazine è classificata come Important Bird and Biodiversity Area perché ospita l'unica popolazione conosciuta di passero dalla corona rossa rimasta in Arkansas e la più orientale sulla Terra.